# Gleichenia dichotoma
Gleichenia dichotoma là một loài dương xỉ trong họ Gleicheniaceae. Loài này được Thunb. Hook. mô tả khoa học đầu tiên năm 1844.